# Фотополимер

Схема полимеризации фотополимера под воздействием светового излучения

Реакция фотополимеризации стирола и низкомолекулярного полимера акрилата.

Фотополиме́р — вещество, изменяющее свои свойства под воздействием света, чаще ультрафиолетового. До светового воздействия — в основном мягкий и светочувствительный материал. Фотополимер применяется в стоматологическом протезировании для заполнения форм, в изготовлении типографских клише для штампов (печатей), микросхем и печатных плат и в других областях.
Для некоторых фотополимеров возможен процесс фотодеполимеризации, при этом полимеризованные участки снова переходят в исходный мономер, который далее может быть смыт растворителем. Как правило, для деполимеризации используется излучение с более короткой длиной волны, например, около 254 нм.
В современном производстве для изготовления печатных форм используют различные источники света для фотовоздействия, среди них различные ультрафиолетовые источники излучения, например, кварцевые ртутные лампы среднего, высокого и низкого давления, наполненные аргоном лампы, фотографические лампы накаливания, импульсные ксеноновые лампы, электродуговые угольные светильники, высокоинтенсивные светодиоды и т. п.

## Пример технологии использования одного из популярных фотополимеров
- Фотополимер в виде мономера или низкомолекулярного полимера, как правило, находящихся в жидком состоянии, облучается светом с длиной волны около 365 нм (при облучении ртутной кварцевой лампой), при этом засвеченные зоны мономера полимеризуются.
- После воздействия света неполимеризованные участки смывают с помощью растворителя, в котором полимеризованные участки не растворяются.
- На завершающем этапе производят сушку изготовленного изделия от остатков растворителя.

Иногда для придания большей прочности изделию его после высыхания растворителя снова облучают полимеризующим излучением. При этом повышается степень полимеризации и, соответственно, прочность и стойкость к растворителям.